# Santolina decumbens
Santolina decumbens là một loài thực vật có hoa trong họ Cúc. Loài này được Mill. miêu tả khoa học đầu tiên năm 1768.